# Truffaldino
Truffaldino, nume derivat de la italienescul truffa = escrocherie, vorbărie, este socotit ultimul personaj vital din commedia dell’arte, apărând cam în prima jumătate a secolului al XVII-lea, ca tip al valetului șiret și prostănac.